# Pori-Mauereidechse
Die Pori-Mauereidechse (Podarcis levendis) ist eine Eidechsenart aus der Gattung der Mauereidechsen. Der Artname levendis bezieht sich auf die Seeleute im östlichen Mittelmeer und bedeutet „tapferer Mann“.

## Merkmale
Die Pori-Mauereidechse ist eine große, kräftige und robuste Mauereidechse. Die Kopf-Rumpf-Länge der Männchen beträgt durchschnittlich 74 Millimeter, die der Weibchen 72 Millimeter. Genauere Kenntnisse über Zeichnungsmuster und Färbung liegen noch nicht vor.

## Vorkommen
Die Art ist nur von den beiden Inseln Pori und Lagouvardos bekannt. Diese liegen in der Straße von Kythira zwischen den griechischen Inseln Kythira und Andikythira. Die Reliktart Podarcis levendis lebt seit etwa 5 Millionen Jahren isoliert von anderen Populationen.

## Lebensweise
Über die Lebensweise gibt es bislang keine Informationen. 

## Gefährdung und Schutz
Aufgrund des kleinen und isolierten Vorkommens ist die Art in der internationalen und nationalen Roten Liste als gefährdet (VU – Vulnerable) eingestuft.

## Belege
- Petros Lymberakis, Nikos Poulakakis, Antigoni Kaliontzopulou, Efstratios Valakos, Moysis Mylonas: Two new species of Podarcis (Squamata; Lacertidae) from Greece. In: Systematics and Biodiversity. Bd. 6, Nr. 3, 2008, S. 307–318, doi:10.1017/S1477200008002727, Digitalisat (PDF; 1,11 MB).
- Dieter Glandt: Taschenlexikon der Amphibien und Reptilien Europas. Alle Arten von den Kanarischen Inseln bis zum Ural. Quelle & Meyer, Wiebelsheim 2010, ISBN 978-3-494-01470-8.